# رامجرد (سیرجان)
رامجرد یک روستا در ایران است که در بخش مرکزی شهرستان سیرجان واقع شده‌است.